# Parszczenica (jezioro)
Parszczenica (kaszb. Jezoro Parszczińce) – przepływowe jezioro rynnowe na Równinie Charzykowskiej w kompleksie leśnym Borów Tucholskich ("Obszar Chronionego Krajobrazu Fragment Borów Tucholskich"), w województwie pomorskim na wysokości 122 m n.p.m. Akwen jeziora jest połączony rynną Zbrzycy z jeziorami Śluza i Długim. Prowadzi tędy również "Szlak kajakowy rzeki Zbrzycy".
Powierzchnia całkowita: 78 ha, maksymalna głębokość: 3,7 m.